# Tour Thiers
Pour l’article ayant un titre homophone, voir Tourtière.
La tour Thiers est un immeuble de grande hauteur situé au 4-6 rue Piroux à Nancy, dans le département de Meurthe-et-Moselle et la région Grand Est . Le bâtiment marque la limite ouest du centre-ville de Nancy et est adjacent à la gare de la ville. Il se situe à l'emplacement d'anciens immeubles dont l'hôtel « Thiers » avec, en rez-de-chaussée, sa brasserie et son cinéma « Le Thiers ».

## Histoire

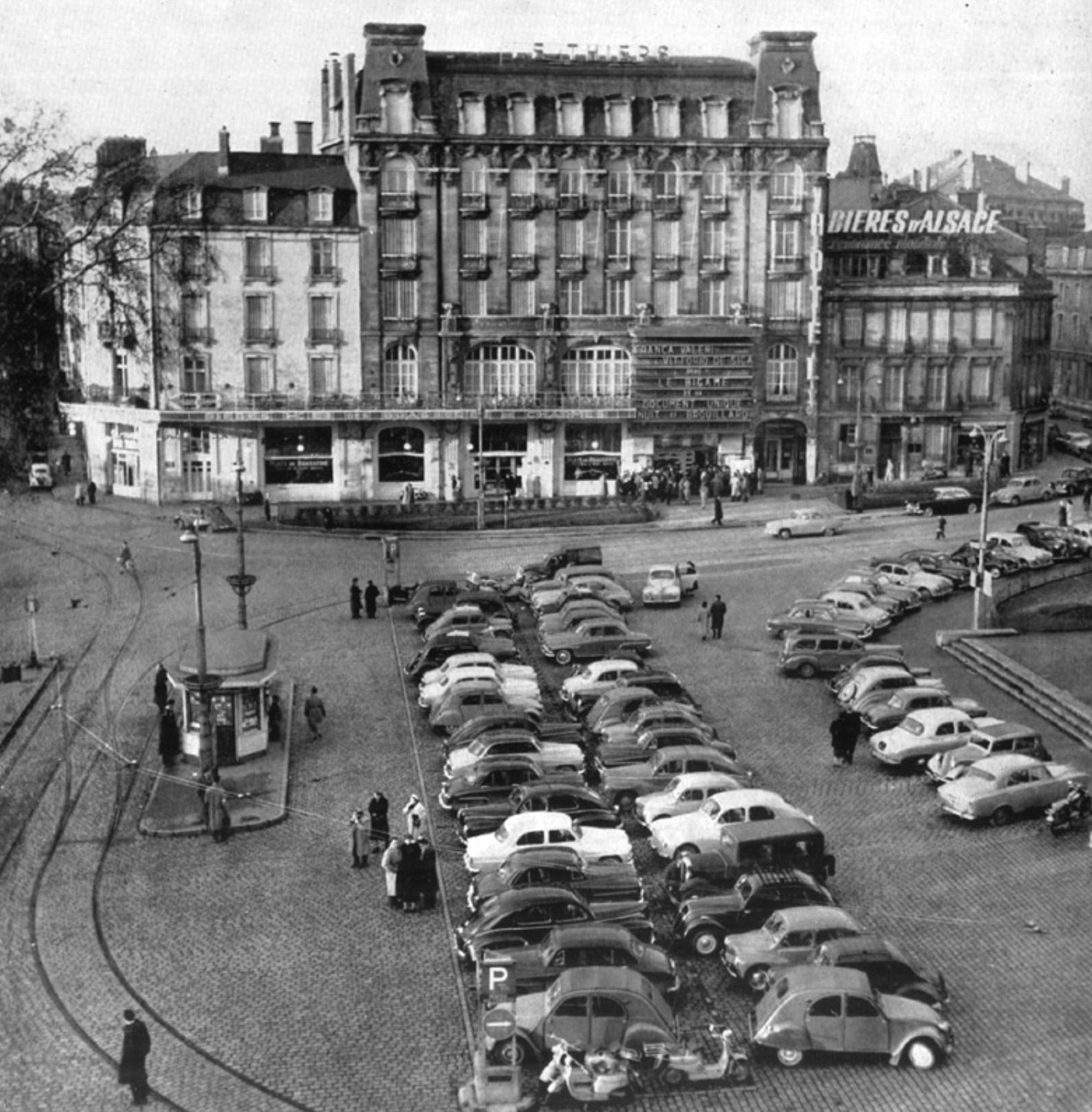
L'hôtel et la place Thiers en 1960.

### Origines
Avant la construction de la tour, la place Thiers était entourée d'un ensemble de bâtiments datant des XIXe et début du  XXe siècles, en partie de style Art nouveau. Outre l'Excelsior, s'y trouvaient la brasserie Thiers, les Magasins-Réunis, et la gare de Nancy-Ville, elle-même décorée d'une marquise en acier riveté et fermée par des grilles, ,. Parmi les autres commerces, on comptait également un cinéma, une pâtisserie et des brasseries avec leurs terrasses. L'atelier de typographie du quotidien l'Est républicain se trouvait côté sud-est de la place, à l'emplacement actuel d'une taverne irlandaise. Sur la place se trouvaient des emplacements de stationnement, de grands arbres, des pelouses et une statue d'Adolphe Thiers par Ernest Guilbert. À l'angle entre la rue Raymond Poincaré et la rue Mazagran était établi depuis 1931 un magasin de confiseries des établissements Lefèvre Georges, et rue Mazagran était installé un magasin des confiseurs Lalonde. Des projets de refonte de la gare et de son environnement avaient déjà été réalisés en 1931.
Initié par les propriétaires de l'hôtel Thiers, la famille Hanus, et porté par la municipalité Marcel Martin, le projet initial de la tour, dit projet Foliasson du nom de son architecte, prévoyait la construction d'autres immeubles neufs aux alentours, avec en perspective la démolition de l'Excelsior et du siège de la Chambre de commerce et d'industrie, deux bâtiments Art nouveau, ainsi que de la salle Poirel. Devant les nombreuses et fortes oppositions, seule une version amoindrie de la tour Thiers a vu le jour.

### Construction et première polémique (1973-1975)

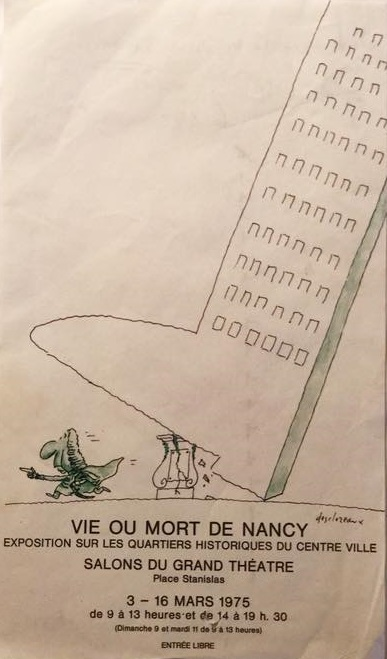
Prospectus promotionnel de l'exposition "Vie ou Mort de Nancy".

Le réaménagement de la place Thiers a débuté en 1973 avec la démolition de l'hôtel Thiers[source insuffisante] puis le démontage, en 1974, de la statue. La construction de la tour Thiers s'est achevée en 1975, avec l'inauguration officielle.
Lors du remodelage de la place et de la construction de la tour, les Nancéiens protestèrent contre ce qu'ils considéraient (et considèrent encore aujourd'hui) comme une verrue dans le paysage urbain, notamment à cause du fait que la tour bouche la perspective ouest de la place Stanislas, distante de 700 mètres. L'architecture en verre et béton de la tour est également anachronique au sein d'un quartier comportant majoritairement des immeubles anciens, dont certains de l'École de Nancy.

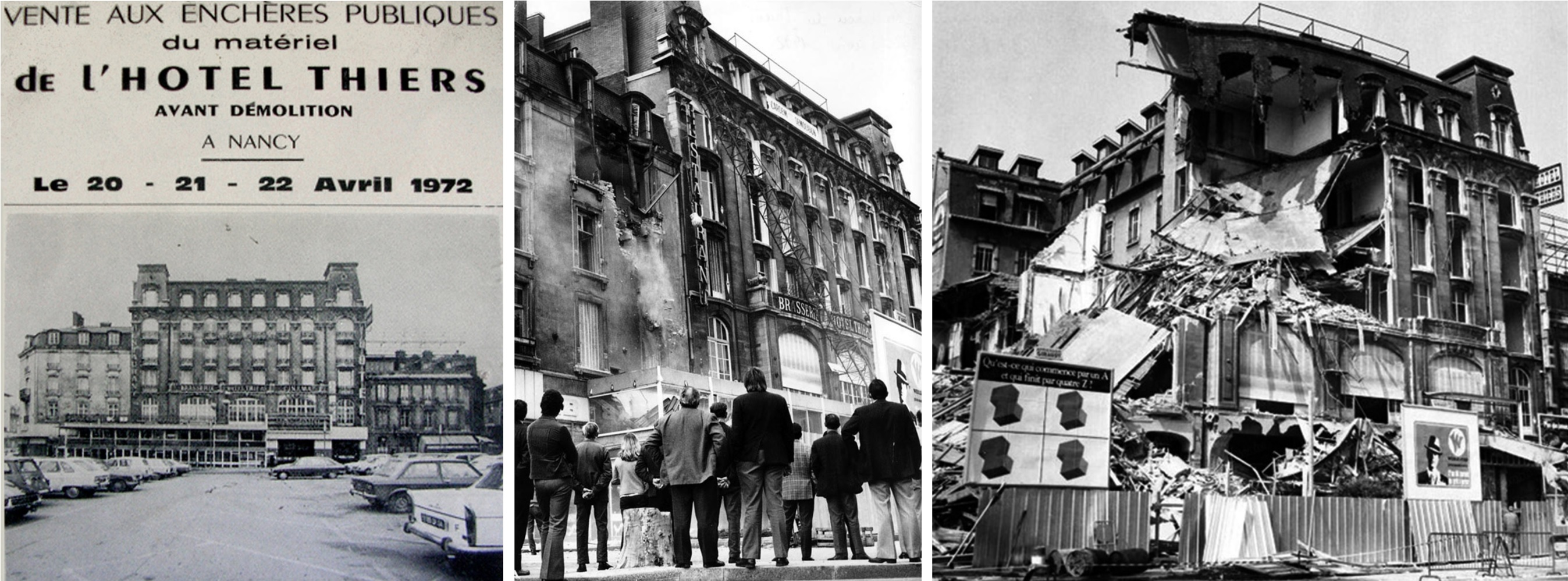
Vente aux enchères puis démolition de l'hôtel Thiers en 1972 et 1973.

À l'époque, la ville est en train d'achever une période de grands réaménagements urbains au niveau du quartier ancien Saint-Sébastien qui a été complètement rasé pour se voir remplacer progressivement par six immeubles de grandes hauteurs (un septième y sera construit en 1978), un collège et un centre commercial. À la suite de cette première vague de destructions et de l'annonce de celle à venir dans la suite de la construction de la tour, un comité d'opposants décide de mettre en place une exposition intitulée "Vie ou Mort de Nancy" et visant à alerter et sensibiliser l'opinion sur le patrimoine historique déjà perdu et celui voué à disparaître. Cette exposition attirera près de 9000 personnes. Des personnalités sont également intervenues comme le commissaire-priseur, spécialiste de l'Art nouveau , Maurice Rheims. Celui-ci proposa de donner à Nancy une conférence de dissuasion pour que la municipalité renonce à son plan d'urbanisme du secteur de la gare. La Chambre de commerce et d'industrie, la salle Poirel et l'Excelsior furent ainsi sauvés alors que, dans le cas de ce dernier, les propriétaires avaient déjà négocié la destruction avec les promoteurs, moyennant l'édification d'une guinguette sur la place Thiers[source secondaire souhaitée].

### Une controverse latente qui se perpétue (1975-2014)
Cette section ne s'appuie pas, ou pas assez, sur des sources secondaires ou tertiaires indépendantes du sujet. Le texte peut contenir des analyses inexactes ou inédites de sources primaires.
Pour l'améliorer, ajoutez-en, ou placez des modèles {{Source secondaire souhaitée}} ou {{Source secondaire nécessaire}} sur les passages mal sourcés. (novembre 2022)

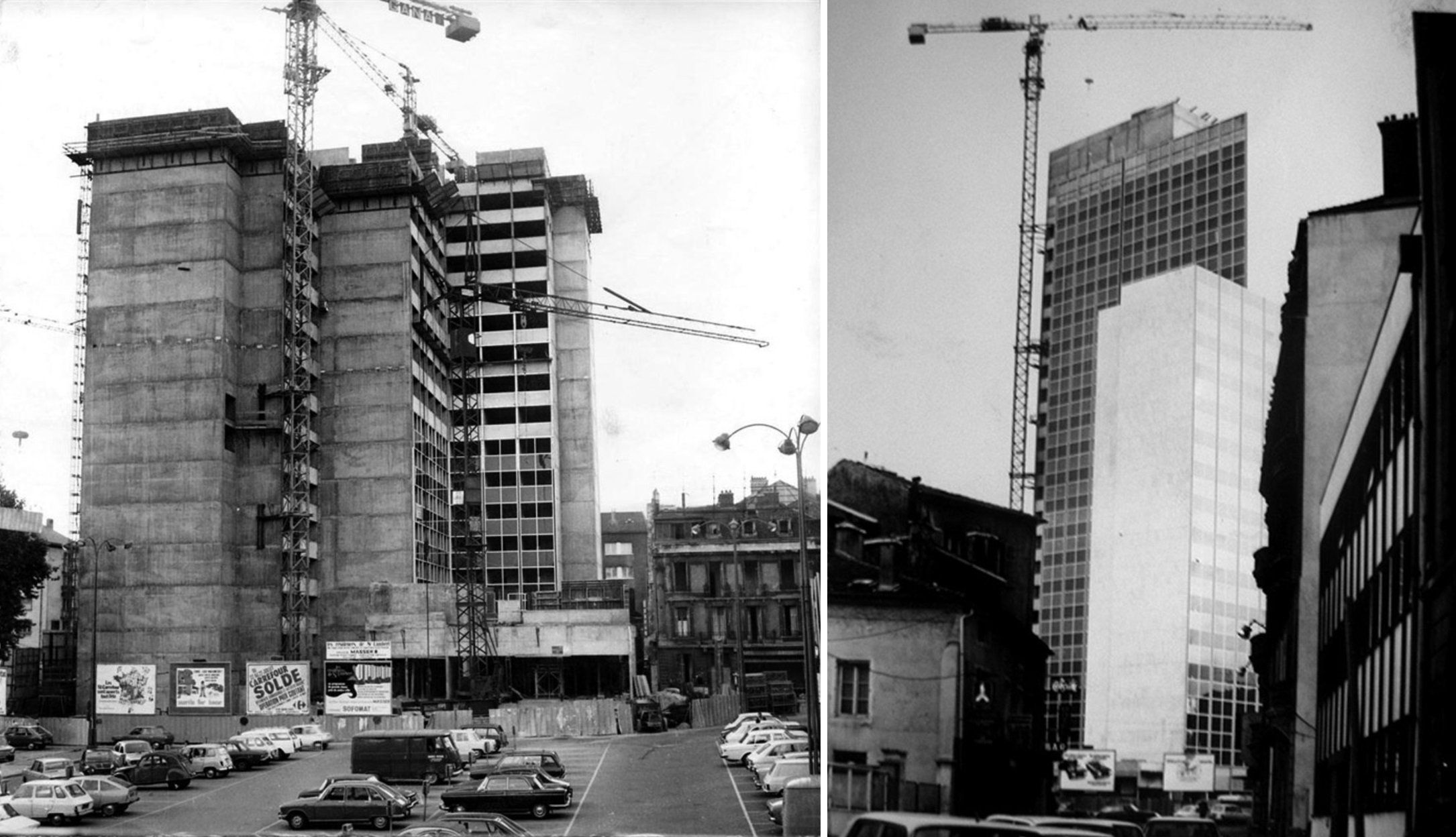
La tour en construction (1974-1975).

L'inauguration du bâtiment, en 1975, ne calme pas pour autant les critiques à l'égard de la mairie. Marcel Martin, maire de l'époque, fera notamment l'objet de soupçons d'affairisme dans le projet de construction de la tour puisqu'il siégeait au conseil d'administration de cette dernière. Devant l'opinion négative, la municipalité met un frein brutal et définitif à l'"américanisation" de Nancy. La tour Stanislas, un IGH de bureaux de 120 mètres de haut qui devait sortir de terre dans le quartier Saint-Sébastien est finalement abandonné au profit de la résidence du Trident (53 mètres). Cet immeuble est le seul bâtiment de ce genre à être édifié après la tour Thiers et le dernier dans Nancy.
Le nouvel agencement généré par la tour a fait disparaître les brasseries et les terrasses animant ce côté de la place. En effet, toutes les ouvertures de la tour, à l'exception de sa galerie commerciale, se trouvent au niveau des rues Stanislas et Raymond-Poincaré. Pour compenser au mieux cette perte d'activité, la mairie décide l'implantation de petites cellules commerciales rassemblées sur la place Thiers. L'opération s’avérera être un échec d'un point de vue esthétique et sécuritaire et ne parviendra pas à redonner à la place l'activité qui était la sienne avant la construction de la tour, devenant ainsi, malgré tout, une zone de passage.
La dégradation progressive du secteur de la gare participe grandement à l'entretien d'une rancœur populaire à l'égard de la tour, en particulier chez les habitants ayant connu l'ancienne configuration de la place. À partir des années 2000, la reconversion du site de la gare dans le cadre du projet de rénovation urbaine Nancy Grand Cœur amène le sujet de sa reconversion voire de sa démolition. Sujet qui devient par la suite récurrent, même en dehors du projet Grand Cœur.

### Changement d'actionnaire et nouvelles polémiques (depuis 2014)
La reconfiguration de la place Thiers à partir de 2013 fait disparaître les cellules commerciales de la place et permet le retour de terrasses et de restaurants dans les bâtiments faisant face à la tour.
En 2014, le promoteur immobilier Nouvel Habitat rachète les parts détenues par la famille Hanus au sein de la tour et en devient ainsi l'actionnaire majoritaire. La place Thiers est alors en pleine réorganisation et c'est la même année qu'apparaît un projet d'immeuble annexe à la tour qui sera ultérieurement nommé Emblème. Ce bâtiment de 7 étages et 30 mètres de haut sera l'œuvre du cabinet d'architectes Beaudoin-Husson et s'élèvera à la place de la galerie marchande de la tour Thiers. Destiné à un usage mixte, il doit accueillir des logements haut de gamme, des bureaux et des commerces.

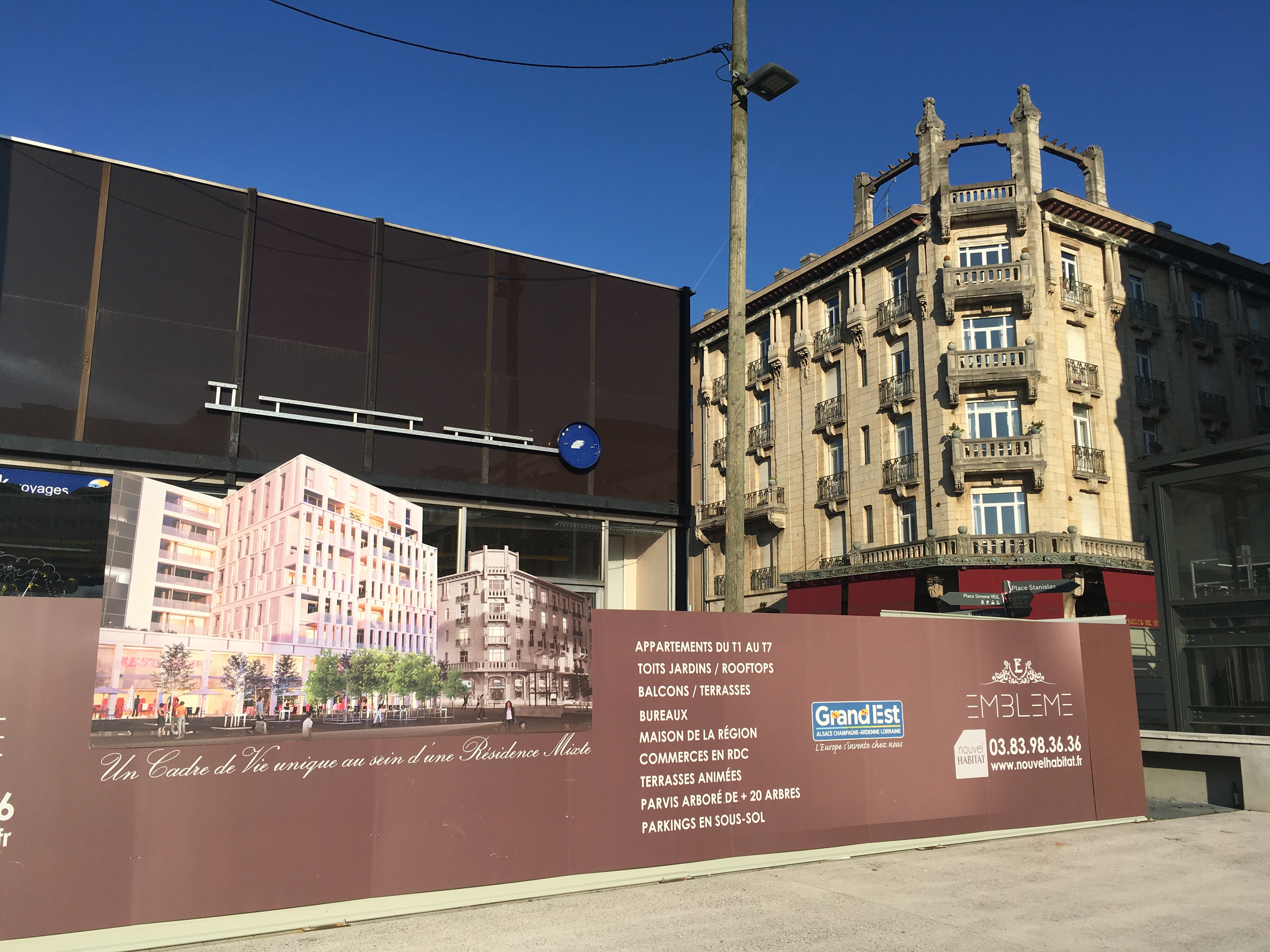
Panneau du projet Emblème juste devant la galerie marchande qu'il doit remplacer.

Le 5 décembre 2016, le protocole foncier préliminaire à la vente des terrains de la Ville est soumis à la délibération du conseil municipal. En raison de l’atteinte que causerait le nouveau bâtiment aux abords directs de l’Excelsior et du document lui-même sujet à caution, Françoise Hervé, chef de file de l'opposition à la construction de la tour Thiers dans les années 70, et désormais adjointe au patrimoine, exprime, seule, son opposition, le groupe d'opposition socialiste préférant s'abstenir. Le 25 juin 2018, la délibération de vente est présentée au conseil municipal. Le vote d'opposition socialiste est de 5 contre et de 8 abstentions, dont Mathieu Klein. Françoise Hervé vote à nouveau contre. Le 21 août 2018, elle dépose un recours gracieux auprès du maire, Laurent Hénart[source secondaire souhaitée].
Le 21 décembre 2018, un volet judiciaire s'ouvre : Françoise Hervé dépose une requête devant le tribunal administratif aux fins d’annulation de la délibération. Elle sera rejetée par jugement du 23 octobre 2019. Fin décembre 2019, elle fait appel du jugement devant la Cour administrative d’appel aux motifs du défaut d’information des conseillers municipaux et de la violation du Traité sur le fonctionnement de l’Union Européenne et du principe de non-discrimination (absence de mise en concurrence). Parallèlement, Pierre-Emmanuel Cailleau, copropriétaire dans la tour Thiers, se pourvoit devant le tribunal administratif contre la délibération et contre le permis de construire délivré par la Ville. Ces requêtes sont également rejetées. Un appel relatif au permis de construire est introduit devant la Cour administrative d’appel[source secondaire souhaitée]. Les deux affaires sont en cours en 2020[Quoi ?].
Lors de l'entre-deux tours des élections municipales de 2020, Mathieu Klein, concurrent de Laurent Hénart annonce son opposition au projet Emblème. Un deuxième permis de construire modificatif est délivré par la municipalité Hénart au lendemain de sa défaite aux élections (un premier permis modificatif avait déjà été déposé en octobre 2018). Celui-ci est alors retiré par la municipalité de Mathieu Klein en septembre 2020[source secondaire souhaitée].

### Faits divers associés
Le mercredi 29 janvier 2020, un des ascenseurs de la tour Thiers s'emballe et chute du 22e au 10e étage, activant brutalement le système de sécurité : un homme est transporté aux urgences sans séquelles physiques graves.

## Caractéristiques
L’édifice est constitué en réalité de l'addition de trois bâtiments de hauteur croissante, à savoir respectivement 45, 75 et 90 mètres, et encastrés les uns dans les autres, ce qui amène cet ensemble à se voir parfois désigner au pluriel : les tours Thiers ou plus simplement les Thiers. Elle tire son nom de la place Thiers renommée place Simone-Veil depuis le 1er juillet 2018 et est l'esplanade voisine de la tour, jadis ornée d'une statue du deuxième président de la IIIe République Adolphe Thiers, actuellement déposée dans les réserves de la ville de Nancy.
Les dimensions qui sont retenues sont généralement celles de son plus grand élément qui, avec ses 28 étages, culmine à 90 mètres de hauteur. Sur le toit de ce dernier se trouve un réseau d'antennes dont la cime de la plus haute est à 111 mètres du sol. C'est le plus haut gratte-ciel de Nancy et le deuxième de l'agglomération. En effet, au premier rang se trouve la Tour Panoramique, les Aulnes à Maxéville dont la hauteur est de 96 mètres, côté aval, cette tour étant aussi coiffée d'antennes dont la pointe de la plus haute est à 108 mètres du sol.
À proximité des tours Thiers se trouvent d'autres immeubles de grande hauteur telles que les tours Joffre, Kennedy et Saint-Sébastien, créant un modeste cluster caractéristique de villes nord-américaines. La tour est visible de nombreux endroits de Nancy et de son agglomération, dont la place Stanislas.
L'usage des tours Thiers est mixte : elles abritent à la fois des bureaux et un hôtel (de la chaîne Mercure, puis Park Inn depuis 2005, puis à nouveau Mercure depuis 2015) qui profite du flux de voyageurs arrivant de la gare toute proche.

#### Sur le bâtiment
- Ressources relatives à l'architecture :   - PSS
  - Structurae